# Wespreus
De wespreus (Volucella inanis) is een vliegensoort uit de familie van de zweefvliegen (Syrphidae). De wetenschappelijke naam van de soort werd gepubliceerd in 1758 door Carl Linnaeus, in de tiende editie van Systema naturae.